# صحراء الطعام

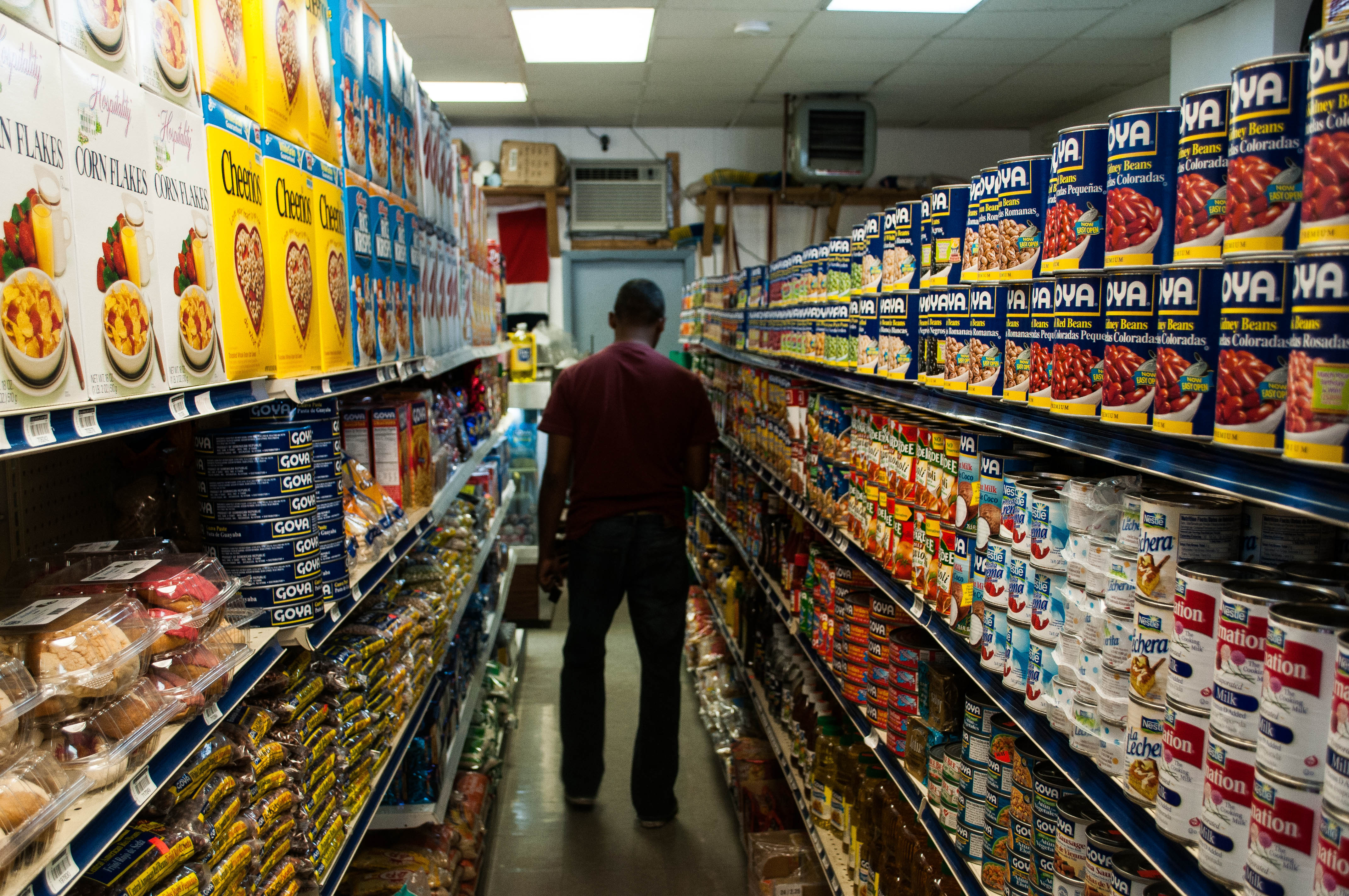
مثال لمتجر زاوية حضري. كل البضائع المرئية هى غير قابلة للتلف نسبيًا: منتجات مجففة ومعالجة ومعلبة والتي تحوي على نسبة قليلة من محتوى الفيتامين والمغذيات بالمقارنة مع المنتجات الطازجة.

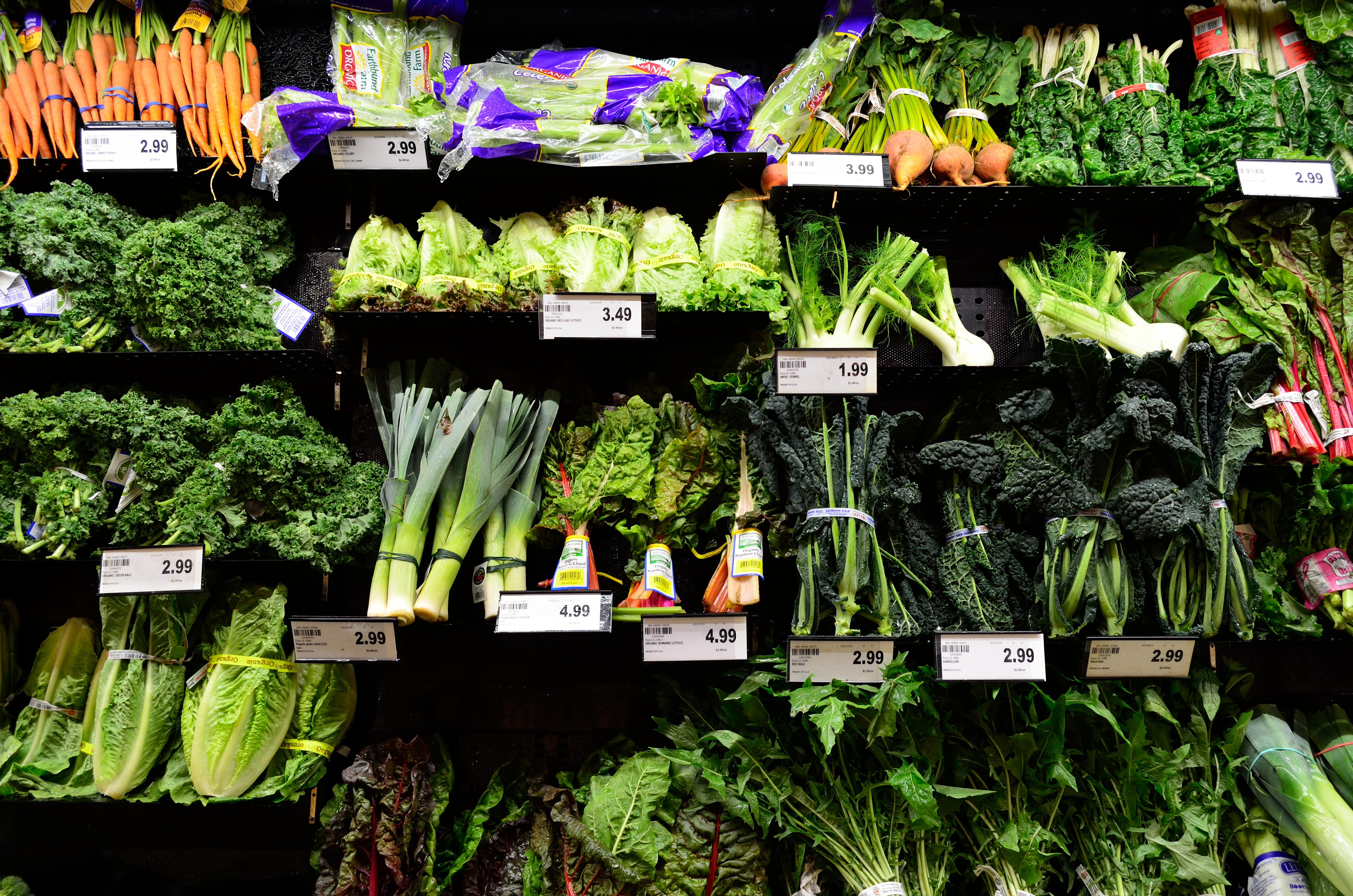
تظهر الصورة بالأسفل قسم الخضراوات بمتجر مركزي أكبر

صحراء الطعام هي منطقة، وخصوصًا تلك التي تحوي سكان ذوي دخل قليل، تملك مصادر محدودة للطعام المغذي في متناول اليد. في المقابل، يطلق على منطقة تملك الأسواق المركزية أو أسواق الخضراوات «واحة الطعام». يأخذ المصطلح «صحراء الطعام» في الاعتبار نوع وجودة الطعام المتاح للعامة. ذلك بالإضافة إلى العدد والطبيعة وحجم مخازن أو متاجر الطعام المتاحة. تتصف صحراوات الطعام بقلة المتاجر المركزية والتي تحد من حصول الناس على الفواكه والخضراوات والأطعمة الكاملة الأخرى. في 2010، أصدرت مصلحة الزراعة بالولايات المتحدة (USDA) تقريرًا بأن 23.5% من الأمريكيين يعيشون في صحراوات طعام، مما يعني أنهم يعيشون على بعد أكثر من ميل من المتاجر المركزية سواء في الحضر أو في الضواحي، وعلى بعد أكثر من عشرة أميال من المتاجر المركزية في المناطق الريفية. تفتقر صحراوات الطعام إلى موردين الطعام الكامل والذين يفرون مصادر طازجة للبروتين (الدواجن والسمك واللحوم) مع طعام كامل مثل الفواكه والخضراوات الطازجة. بدلا من ذلك يوفر هؤلاء الموردون الأغذية المصنعة والمحملة بالدهون في الدكاكين. تعد الأطعمة المصنعة والمشبعة بالدهون والسكريات من المساهمين المعروفين لأزمة انتشار السمنة بالولايات المتحدة الأمريكية. أسعار الدكاكين ومحلات البقالة هم أيضًا متعذرين في تكلفتهم بالنسبة للمستهلكين العاديين بالمنطقة.

## التاريخ
بحلول عام 1973، كلمة «صحراء» أصبحت تنسب للضواحي التي تفتقر إلى المرافق الهامة للتطوير المجتمعي. تقرر Cummins وMacintyre أن ساكن بالإسكان الاجتماعي في سكوتلاندا الغربية صاغ (على ما يعتقد) المصطلح الأكثر دقة «صحراء طعام» في بداية التسعينات من القرن العشرين. استخدمت الكلمة بطريقة رسمية لأول مرة في ملف من عام 1995 تابع لمجموعة تشغيل سياسية على فريق عمل مشروع الدخل المنخفض لقوة المملكة المتحدة المهماتية للتغذية.
تم تضييق مجال البحث الأولي ليشمل تأثير هجرة بياعين التجزئة من المركز الحضري. اكتشفت الأبحاث الأحدث عهدًا تأثير صحراوات الطعام على مناطق جغرافية أخرى (مناطق ريفية ومتاخمة مثلًا) وعلى شرائح معينة من السكان مثل القاصرين والمسنين. تناقش هذه الأبحاث العلاقة بين قيمة بيئة بيع الطعام بالتجزئة (السبيل للوصول والإتاحة) وسعر الطعام والسمنة. تدعم نتائج الأبحاث افتراض أن الظروف المناخية تؤثر على عادات الطعام الخاصة بالناس. تظهر الأبحاث المُقامة بتعدد في الوسائل منظور أشمل لل«تأثيرات عديدة المستويات لبيئة البيع الإقطاعي للغذاء على عادات الأكل (وتهديد السمنة)».

## التعريفات
توظف الأبحاث مجموعة من الطرق لتقييم صحراوات الطعام ومنها: الفهارس والمعطيات السكانية والمجاميع البؤرية وتقييمات متاجر الطعام وبيانات جرد مخازن الطعام وأنظمة المعلومات الجغرافية أو تكنولوجيا GIS والمقابلات والاستبيانات واستطلاعات الرأي التي تقيس إدراكيات المستهلكين لسبل الحصول على الغذاء. تختلف تعريفات صحراء الطعام وفقًا ل:
- نوع المنطقة، حضرية أو ريفية[12]
- الحواجز الاقتصادية والقدرة على تحمل تكاليف الحصول على الطعام المغذي، بما في ذلك تكلفة التنقل وأسعار الطعام ودخل القاطنين بالمنطقة.[9][11][13]
- المسافة لأقرب متجر مركزي أو محل بقالة[14]
- عدد المتاجر المركزية في المنطقة[14]
- أنواع الطعام المعروضة سواء كانت طازجة أو معدة مسبقًا[9][11]
- القيمة الغذائية للأطعمة المعروضة[15]

أشعلت جموع التعريفات التي تختلف من دولة لأخرى جدال حول وجود صحراوات الطعام أو عدم وجودها.
يجب ملاحظة أنه بسبب غلاء تكلفة استبيان أنواع الطعام والأسعار المقدمة في كل متجر منفصل، يستخدم الباحثون توافر المتاجر المركزية ومتاجر البقالة (بما في ذلك متاجر التخفيضات ومتاجر السوبرسنتر) كبديل لتقييم توافر الطعام المغذي، سهل المنال.

### المسافة
تستخدم القياسات المسافية في تحديد إمكانية الوصول للطعام وتحديد صحراوات الطعام.
تقيس دائرة البحوث الاقتصادية الخاصة بوزارة الولايات المتحدة الأمريكية للزراعة (USDA) المسافة عن طريق تقسيم البلد إلى عدة شبكات مربعة كل منها بمساحة 0.5 كيلومتر. تقيم المسافة بين منتصف كل شبكة وأقرب متجر مركزي إمكانية الوصول إلى الطعام في تلك الشبكة. تقسم Health Canada المناطق إلى مناطق حيادية تتوسطها منازل الناس أو مدارسهم أو أماكن عملهم. المسافة الإقليدية هي أقصر مسافة بين النقطتين المرادتين والتي تقاس للحصول على بيانات حول إمكانية الحصول على الطعام.
يمكن إقصاء أو تضمين عوامل مختلفة من شأنها التأثير على مقياس المسافة. تحافظ USDA على أداة تخطيط متفاعلة عبر الإنترنت للولايات المتحدة وهو «أطلس بحث النفاذية إلى الطعام»، والذي يطبق أربعة معايير للقياس لتحديد المناطق ذات النفاذية المنخفضة للطعام والمبنية على المسافة من أكبر متجر مركزي.
يستخدم أول معيار أداة تخطيط USDA الأصلية لصراوات الطعام وهي «محدد مناطق صحراوات الطعام» ويعرف صحراء الطعام بأنها تمتلك على الأقل 33% أو 500 شخص من سكان مسح سكاني على الأرض في منطقة حضرية على بعد ميل واحد (10 أميال للأرياف) من متجر بقالة كبير أو متجر مركزي.
يعدل المعيارين الثاني والثالث مقياس المسافة مع عامل الدخل لتحديد صحاري الطعام. في الولايات المتحدة، تتكون صحاري الطعام من مسح سكاني على الأرض لأفراد ذوو دخل منخفض يعيشون على الأقل على مقربة 0.5 ميل في المناطق الحضرية (10 أميال في المناطق الريفية) أو على بعد ميل في المناطق الحضرية (20 ميل في المناطق الريفية) من محال البقالة الكبيرة. لا يتم إدراج وفرة المصادر الأخرى للطعام الطازج مثل الحدائق الأهلية وبنوك الطعام ضمن التخطيط بالرغم من أنها تؤثر على تصنيف المجموعات كصحراوات طعام. وجد استطلاع جغرافي في 2014 أن المسافة المتوسطة من أقرب متجر بقالة كانت 1ز76 كيلومتر في (1.09 ميل) في إدمونتون ولكنها تقل ل1.44 (0.89 ميل) كيلومتر عند إدراج أسواق المزارعين والحدائق الأهلية مما يجعل المسافة 0.11 ميل تحت التعريف الثاني حتى يطلق مصطلح صحراء الطعام الحضرية.
يأخذ المعيار الرابع التنقلات المركبية في الاعتبار. في الولايات المتحدة، تتواجد صحراء الطعام في حالة وجود 100 بيت أو أكثر دون وسيلة للتنقل المركبي وهم يعيشون على بعد 0.5 ميل على الأقل من أقرب متجر بقالة كبير. بالنسبة للسكان ذوو وسائل التنقل المركبية، يتغير المعيار ل500 بيت أو أكثر يعيشون على الأقل على بعد 20 ميل. من الممكن أن تكون مدة التنقل ووسيلته من العوامل الهامة الأخرى. اعتبارًا من 2011، لا تتضمن أدوات التخطيط وسائل المواصلات العامة.

### توفر الطعام الطازج
يعتبر بائع الطعام بالتجزئة مزود صحي للطعام إذا باع كميات مختلفة من الطعام الطازج يشمل الفواكه والخضراوات. تشمل أنواع متاجر تجزئة الطعام الطازج:
- المتاجر المركزية
- متاجر البقالة المحلية
- نوادي بيع الجملة
- الحدائق الأهلية
- أسواق المزارعين

لا يدرج بائعين الطعام بالتجزئة مثل مطاعم الوجبات السريعة ومتاجر المستلزمات في هذا التصنيف لأنهم عادة يقدمون أطعمة محدودة جدًا لتكوين أي نظام غذائي صحي. وفي الأغلب أيضًا، تملك المنتجات المباعة بمتاجر المستلزمات قيمة رديئة. يعرف قسم مدينة نيويورك للصحة والسلامة العقلية «البوديجي الصحي» بذلك الذي يخزن سبعة أنواع أو أكثر من الفاكهة الطازجة والخضراوات واللبن قليل الدهون.تمتلك الدول المختلفة أنظمة غذائية ونظرات مختلفة للتغذية. تضيف خطوط الإرشاد على المستوى المحلي المختلفة هذه إلى الجدل حول تعريف صحراوات الطعام. بما أن صحراء الطعام تعرف بمنطقة ذات نفاذية محدودة للطعام المغذي، فلا يمكن خلق وسيلة عالمية لتعريفها دون الوصول لإجماع عالمي على مبدأ التغذية.

### الدخل وأسعار الطعام
تشمل المعايير الأخرى القدرة على الشراء ودرجة الدخل. وفقًا لUSDA علي الباحثين «إدراك...أسعار الطعام التي يواجهها الأفراد في المنطقة.» وكيف «تؤثر الأسعار على الشراء وسلوكيات الاستهلاك لدى المشترين.»  تٌبقي دراسة على أن المؤشرات بأعداد الناس التي تعيش في صحراوات الطعام يجب أن تشمل تكلفة الغذاء بالمتاجر المركزية المتاحة للوصول إليها بالنسبة لدخلهم.
في 2013، مثلًا، فتحت  Whole Foods متجر بديترويت حيث يعيش ثلث السكان تحت خط الفقر. تعرف Whole Foods بطعامهم الغالي المنتج من السماد الطبيعي. عرض متجر ديترويت المنتجات بأسعار أقل بالمقارنة مع متاجر Whole Foods  الأخرى من أجل جذب المقيمين بالمنطقة ذوي الدخل المنخفض. إذا لم يقم Whole Foods بتخفيض الأسعار، لن يتمكن المقيمين من التسوق هناك ولظلت ديترويت معروفة كصحراء طعام.

## صحاري الطعام الريفية
الفرق الرئيسي بين صحار الطعام الريفية والحضرية هو المسافة بين المقيمين وأقرب متجر مركزي. تندرج 20% من المناطق الريفية في الولايات المتحدة تحت مسمى صحراوات الطعام. يمتلك حوالي 2.4 مليون فرد منفذية منخفضة لمتجر مركزي كبير في هذه المقاطعات. يُترجم هذا الفرق في المسافة إلى اختلافات اقتصادية وتنقلية صريحة بين المناطق الريفية والحضرية.
وجدت دراسة في عام 2009 لصحاري الطعام الريفية اختلافات رئيسية في الصحة العامة والمنفذية إلى الطعام والبيئة بالمقيمين الريفيين مقارنةً بالمقيمين بالحضر. يبلغ المقيمين الريفيين إجماليًا عن حالة صحية أدنى وقيود مادية أكبر، بنسبة 12% تقرر أن تقدير صحتهم مقبول أو ضعيف مقارنةً بنسبة 9% من سكان الحضر. اعتقد هؤلاء أن أعراضهم الصحية الحالية تم تشكيلها من عادات أكلهم حيث أن خطر الأمراض المزمنة المستقبلة مربوط بتاريخ النظام الغذائي المتبع. زيادة على ذلك، لاحظ ال57 متطوع في دراسة من المقيمين الريفيين من مينيسوتا وأيوا أن جودة الطعام وتنوعه في المنطقة كانوا على مستوى متدني أحيانًا. بلغ الباحثون استنتاج أن، بالنسبة لمجموعة من الناس، بالرغم من بقاء خيار الطعام المقيد بالوضع الاجتماعي والاقتصادي للعائلة والبيت كتحدي شخصي، لعبت البيئات الاجتماعية والمادية دور هام في ضغط وتشكيل عاداتهم الغذائية.

## بعيد عن متناول اليد
المعيار الأساسي لصحراء الطعام هو القرب من سوق طعام صحي. عندما يصبح ذلك السوق على مقربة من المقيمين، تتلاشى صحراء الطعام. لكن ذلك لا يعني أن السكان سيبدأون بالأكل بطريقة صحية. تظهر دراسة طولية لصحراوات الطعام أجرتها JAMA Internal Medicine أن وفرة المتجار المركزية لا ترتبط عامةً بتوصيات الخضراوات والفاكهة والقيمة العامة للنظام الغذائي. توفر الطعام الغير صحي بالمتاجر المركزية يمكنه أن يؤثر على تلك العلاقة لأنها تغري الزبائن بالإسراف على وإشباع الرغبات في الطعام الترف المعد مسبقًا. يمكن أن تمتلك المتاجر المركزية هذا التأثير العكسي لأنهم يعطلون متاجر البقالة المستقلة عن العمل. تمتلك متاجر البقالة المستقلة فوائدها لأنها مستجيبة أكثر لإشباع حاجة الزبائن وتزود الطعام الذي يخدم أفراد الجماعة بطريقة مناسبة. ولذلك، تزويد المنفذية للطعام الصحي لا يزيل بالضرورة صحراوات الطعام، وفقًا لجان بون-هاينونين وآخرين، وهذه المنفذية يجب أن يقرن بالتعليم. تصرح كارين واشنطن، في مقال حديث ب Guernica، بأن هذه العوامل الأبعد من المنفذية المادية تقترح ضرورة إعادة تقييم الجماعة لكلمة صحراء طعام نفسها. تعتقد كارين أن المصطلح «التمييز العنصري للطعام» يستوعب الظروف المحيطة للمنفذية للطعام المغذي المتاح بدقة أكثر. تقول واشنطن: «عندما نقول تمييز عنصري للطعام، يمكن أن تبدأ المحادثة الجدية.»
ليست المنفذية لخيارات الطعام العائق الوحيد أمام الأنظمة الغذائية الأصح والنتائج الصحية المحسنة. جمع ريجلي وآخرون المعلومات قبل وبعد تدخل لصحراء الطعام من أجل اسكشاف العوامل المؤثرة على اختيار المتاجر المركزية والإدراكات الخاصة بالنظام الغذائي الصحي في ليدز، المملكة المتحدة. تم وضع اختبارات مسبقة لافتتاح متجر جديد وتم إجراء واختبارات تابعة بعد افتتاح المتجر بسنتين. أظهرت النتائج أن تقريبًا نصف المقيمين بصحراوات الطعام بدأوا بالتسوق في المتجر الجديد، لكن لم تُسجَل إلا تغيرات بسيطة في النظام الغذائي.
ركزت دراسة مرشدة مشابهة أجراها Cummins وآخرون على جماعة ممولة من قبل مبادرة بنسيلفينيا لتمويل الغذاء الطازج. أجروا متابعة بعد بناء متجر بقالة في صحراء طعام لتقييم التأثير المصاحب. وجدوا أن «بناء متجر بيع بالتجزئة للطعام لن تكون كفيلة بالضرورة لتعزيز تغيرات عادات النظام الغذائي.» أظهرت هذه الدراسات والدراسات المشابهة أن المعيشة بالقرب من متجر مخزن بالفواكه والخضراوات لا تؤثر على خيارات الطعام.
وجد استطلاع منفصل أن المتاجر المركزية ومتاجر البقالة لم تترابط مع قيمة النظام الغذائي وأكل الطعام الطازج. أيضًا، أكد بيرسون وآخرون أن المنفذية المادية ليست المحدد الوحيد لاستهلاك الفاكهة والخضراوات. وبذلك تبقى العوائق في تحديد الأماكن التي لاتعد صحراوات طعام.

### العمل والعائلة
يمكن أن يمتلك الناس الذين يعملون على حسب ساعات عمل غير قياسية تشمل المناوبات المتغيرة والمسائية صعوبات للتسوق في المتاجر التي تغلق أبوابها مبكرًا، فبدلًا من ذلك يتسوقون بمتاجر الوجبات السريعة أو متاجر المستلزمات والتي تبقى مفتوحة لأوقات متأخرة.  وفقًا لقوانين إصلاحات الرعاية في العمل والمفَعلة في 1996، على المتلقية البالغة تسجيل 20 ساعة من نشاط العمل للحصول على استفادات الSNAP. فإذا كن يعشن في صحراء طعام ويملكن التزامات عائلية، من الممكن أن يحد العمل أيضًا من وقت التنقل للحصول على طعام مغذي وتحضير الوجبات الصحية والقيام بالتمرينات.

### الأمان ومظهر المتاجر
من العوامل الأخرى كيفية استقبال المتاجر للجماعات المختلفة من الناس والقرب من متاجر المنتجات الكحولية. اشتكي مقيمين في استطلاع بشيكاغو سنة 2010 بأن بعض المشاكل الداخلية بالمتاجر مثل سوء الصيانة وسوء خدمة العملاء كانت أيضًا تمثل عوائق. يمكن أن يمثل الأمان مشكلة في بعض المناطق ذات المعدل العالي للجرائم بالأخص إذا أُلزم الناس بالمشي وهم يحملون الطعام أو وهم يحملون طفل أو أكثر.

### الوجبات السريعة
قرب مطاعم الوجبات السريعة ومتاجر المستلزمات بالمقارنة بمتاجر البقالة المتاحة بطريقة كاملة هو عامل آخر يؤثر على السمنة والأمراض الأخرى المتعلقة بالنظام الغذائي. وفقًا لدراسة، يرتبط القرب من مطاعم الوجبات السريعة يرتبط بمؤشر كتلة جسم أعلى ويرتبط القرب من متاجر البقالة بمؤشر كتلة جسم أقل.
استخدمت مراجعة في 2011 خمسة عشر عام من البيانات من دراسة تحسين أخطار الشرايين التاجية للشباب (CARDIA) لفحص استهلاك الوجبات السريعة لدى 5000 شاب أمريكي يتراوح عمرهم بين 18 و30 عام في بيئات جغرافية مختلفة. وجدت الدراسة أن استهلاك الوجبات السريعة مرتبط بشكل مباشر بمقربة مطاعم الوجبات السريعة بالنسبة للمشاركين ذوي الدخل المنخفض. استنتج فريق البحث أن «خيارات السياسة البديلة مثل استهداف الأطعمة المعينة وتغير أسعار الطعام (سواء بالدعم أو فرض الضرائب)» يمكن أن تكون مكملة وهامة لتعزيز ممارسات الطعام الصحية مع زيادة المنفذية إلى متاجر الطعام الكبيرة في مناطق معينة وللحد من توفر مطاعم الوجبات السريعة ومتاجر الطعام الصغيرة. لقد قامت بعض المدن بالتحديد من أماكن بائعين الوجبات السريعة والباعة الآخرين الذين لا يمدون بالطعام الصحي.
تقع مطاعم الوجبات السريعة بطريقة غير متناسبة في الجوار ذات الدخل المنخفض وجوار الأقليات وفي الأغلب يشكلون أقرب وأرخص خيار للطعام. «الساكنين بأفقر مناطق في الحالة الاجتماعية الاقتصادية تملك 2.5 أضعاف التعرض لمطاعم الوجبات السريعة من هؤلاء الساكنين بالمناطق الأغنى». أُجريت العديد من الدراسات أيضًا بالولايات المتحدة بخصوص المجموعات العرقية وتعرضها لمطاعم الوجبات السريعة. وجدت دراسة بجنوب لوس أنجيليس، حيث يسكن نسبة أكبر من الأمريكيين الأفريقيين، أنه كان يوجد منفذية أقل للطعام الصحي ومنفذية أكثر لمطاعم الوجبات السريعة عن غرب لوس أنجيليس التي تمتلك نسبة أقل من السكان الأمريكيين الأفريقيين. وُجد بدراسة أخرى في نيو أورلينز أن المجتمعات الأمريكية الأفريقية في الأغلب تمتلك 2.4 مطعم وجبات سريعة لكل ميل مربع في حين أن الأحياء ذات العرق الأبيض في الأغلب تمتلك 1.5 مطعم وجبات سريعة لكل ميل مربع. وجدت الدارسين أن شركات الوجبات السريعة تستهدف مجموعات الأقلية عند إجراء أبحاث التسويق لفتح مطاعم وجبات سريعة جديدة. التمييز العنصري الموجود يجعل تحديد هذه الأحياء المستهدفة أسهل لشركات الوجبات السريعة. تزيد هذه الممارسة من تمركز مطاعم الوجبات السريعة في أحياء الأقليات.

### الحواجز السلوكية والاجتماعية والثقافية
احتمالية انعدام تأمين الطعام للاتينيين هي 22.4% وللأمريكيين الأفريقيين هي 26.1% ولأصحاب العرق الأبيض هي 10.5%. سيجد الناس الذين يعانون من انعدام تأمين الطعام أنفسهم مجبرين على تقليص نفقاتهم في نهاية الشهر عندما تبدأ أموالهم أو طوابع غذائهم بالنفاذ. من شهر لآخر، تتواجد بعض المناسبات التي قد تضمن انفاق أكبر على الطعام مثل أعياد الميلاد والعطلات والمناسبات الخاصة الأخرى. لا يزال الناس الذين يعانون من انعدام تأمين الطعام مشتركين في مجتمعهم بطريقة جوهرية ولذلك فهم يعانون من الضغوطات الحياتية الأخرى بالإضافة إلى الندم والإحباط الزائد القادمين من كونهم غير قادرين على تأمين الطعام لأنفسهم أو لعائلاتهم.
سجلت دراسات أخرى أن سبب عدم تغيير الناس لعاداتهم الشرائية هو إحساسهم بالولاء لممتلكي متاجر المستلزمات بجوارهم.
اقترح ستيفين كامينز أن إتاحة الطعام ليست هي المشكلة، ولكن المشكلة هي عادات الأكل. يحث بيرسون وآخرون سياسة الطعام على التركيز على العوائق الاجتماعية والثقافية للإطعام الصحي. فمثلًا، هدفت مبادرة نيويورك للبوديجات الصحية العامة والخاصة لتشجيع البوديجات على حمل الألبان والمنتجات الطازجة إلى الساكنين المحليين ليشتروها ويستهلكوها.

## الغذاء
مقدار السعرات الحرارية الموصة بها وفقًا لوزارة الولايات المتحدة للزراعة (USDA)
| المرحلة العمرية | النوع   | السعرات الحرارية الموصى بها    |
| الأطفال الصغار  | ولد/بنت | 1000-2000                      |
| المراهقين       | ولد/بنت | 1400-3200 (وفقًا للنشاط البدني) |
| البالغون        | أنثى    | 1600-2400                      |
| البالغون        | ذكر     | 2000-3200                      |

حتى إذا تمكن الشخص من أكل الكمية الموصى بها من السعرات الحرارية، إذا لم ياكل أطعمة غنية بالفيتامينات والعناصر الغذائية، فهو ما زال معرض للأمراض من سوء التغذية. بعض هذه الأمراض تتضمن الأسقربوط والذي ينتج عن عوز فيتامين سي، وكساح الأطفال والذي ينتج من عوز فيتامين دي، والبلاجرا والناجم عن نقص فيتامين النياسين. يمكن أن يؤثر اضطراب العناصر الغذائية على الشخص بطرق عديدة وبالأخص على بناء الطفل. في الولايات المتحدة، وُجدت زيادة في حالات الغذاء المفرط والسمنة منذ عام 2006. بما أنه لا توجد متاجر بقالة متاحة في صحراوات الطعام، لا يملك الناس خيار أكل المنتجات الطازجة. بدلًا من ذلك، يتم تقديم لهم الأطعمة الرخيصة والسريعة والسهلة والتي تحتوي عادةً على كميات مفرطة من الدهون والسكريات والنشويات. هذه الأطعمة في الأغلب رقائق البطاطس والحلوى والمشروبات الغازية. توجد بعض الأمراض الناجمة عن الأفراط في أو الاكتفاء بهذه الأنواع من الأطعمة مثل أمراض القلب وارتفاع ضغط الدم والسكر وهشاشة العظام حتى السرطان.
تمد كل الأطعمة الطازجة الجسم بالعناصر الغذائية التي يحتاجها ليعمل بكفاءة. الخضراوات مصادر للألياف والبوتاسيوم وحمض الفوليك والحديد والمنجنيز والكولين وفيتامينات أ وسي وكيه وإيه وبي6 وآخرين. الفاكهة هي أيضًا مصادر للألياف والبوتاسيوم وفيتامين سي لكن الUSDA توصي بأكل الفاكهة كاملة بدلًا من عصرها نظرًا لأنها تخسر أليافها وتحوي في الأغلب على سكريات زائدة. توفر منتجات الألبان عناصر غذائية مثل الكالسيوم والفوسفور والريبوفلافين والبروتين وفيتامينات أ ودال وبيه12. يمكن ان تكون الأطعمة البروتينية في صورة منتجات نباتية أو حيوانية وهم مصادر لفيتامينات ب والطاقة المستمرة. تقترح الUSDA أيضًا التقليل من نسب السعرات الحرارية للسكريات (أقل من 10%) والدهون المشبعة (أقل من 10%) والصوديوم (أقل من 2300 ميللي جرام). بالرغم من اهمية هذه العناصر الثلاثة في الجسم بكميات صغيرة، إلا أن الإفراط في هذه العناصر الثلاثة يمكن أن يؤدي إلى الأمراض المذكورة مسبقًا.

### المأكولات المعالجة
حتى بمعرفة أهمية التغذية، عائق آخر يمكن أن يواجهه الناس هو إذا كانوا حتى يملكون الخيار. المتاجر بالزاويات في الأغلب تبيع المأكولات المعالجة مما يقضي على خيار أكل مأكولات طازجة. يشمل الطعام المعالج أي نوع من الطعام تم تعديله من حالته الأصلية سواء بالغسل أو الطبخ أو إضافة المواد الحافظة أو الإضافات الأخرى. نظرًا لأنه مصطلح عام جدًا، يمكن أن ينقسم الطعام المعالج إلى أربع مجموعات أكثر تحديدًا: «الطعام الغير معالج أو المعالج بدرجة صغيرة ومقادير الطهي المعالجة والطعام المعالج (PFs) والأطعمة والأشربة المعالجة بدرجة فائقة.»
كان الهدف الأساسي من عملية علاج الأطعمة هو الحفاظ عليها من أجل التقليل من نفايات الطعام وبذلك نجد طعام يكفي لإطعام السكان. تُخسر بعض المكونات الغذائية وفي الأغلب يضاف السكر عن طريق تعليب أو تجفيف الفواكه والخضراوات للحفاظ عليهم، مما يجعل المنتج صحيًا بشكل أقل عما كان طازجًا. وبالمثل عندما تجفف اللحوم، يضاف الملح للمساعدة في حفظها لكنها تؤدي على زيادة تناول المستهلك للصوديوم. لم يتم تصنيع الاطعمة المعالجة معالجة فائقة لتكون غنية بالمواد الغذائية، لكنها مصنوعة لإشباع الرغبة في الكميات المرتفعة من الأملاح أو السكريات ولذلك فهى تؤدي غلى أكل الناس لكمية أكبر من اللازم من طعام لا يملك قيمة غذائية حقيقية. يمكن أن يتم تزويد الطعام المعالج بعناصر غذائية يفتقدها الناس في أنظمتهم الغذائية لتعويض افتقار الطعام الطازج. يمكن أن يوصي بعض خبراء التغذية بإقصاء الطعام المعالج من الأنظمة الغذائية في حين يرى آخرون أن هذه الأطعمة وسيلة للحد من ندرة الطعام وسوء التغذية. ألزم قانون تصنيف والتعريف بالمكونات الغذائية في 1990 ملصقات المكونات الغذائية حتى يستطيع الناس معرفة كمية استهلاكهم لكل شئ. ما فعلته بعض الشركات بتلك الملصقات هو إدراج أشياء لم تتم إضافتها في الواجهة، لكنهم قليلًا ما أضافوا معلومات عن العناصر الغذائية التي أضافوها. يوجد بعض العلماء وخبراء التغذية الذين يبحثون في أشكال صناعة أطعمة معالجة في متناول اليد تمتلك كمية عالية من العناصر الغذائية اللازمة والفيتامينات وفي نفس الوقت تمتلك مذاق جيد حتى يميل المستهلك لشرائهم.

### الكحول
تمتلك العديد من المناطق المصنفة كصحراوات للطعام أعداد عالية غير متناسبة من متاجر الكحوليات. فمثلًا، تمتلك شرق أوكلاند أربعة متاجر مركزية وأربعين متجر كحوليات في مجتمعهم. يسكن هذه المجتمعات في الأغلب الأقليات العرقية. اللاتينيين والأمريكيين الأفريقيين أكثر عرضة لأمراض استهلاك الكحوليات. تشمل بعض الأمراض المتعلقة بالكحوليات السكتة الدماغية وارتفاع ضغط الدم والسكر والقولون وسرطان الجهاز الهضمي والسمنة. توجد ايضًا دراسات تظهر أن استهلاك الكحوليات في المعقول يمكن ان يقلل من خطر أمراض القلب وحتى يمكنه أن يمد الصحة العصبية للشخص في الكبر.

## تضمينات للرعاية الذاتية
الرعاية الذاتية مكون رئيسي في إدارة الحالات المزمنة وفي حياة الأصحاء. تتأثر الرعاية الذاتية بشكل كبير باختيارات الطعام والنظام الغذائي المتبع. المنفذية المحدودة للطعام في صحراوات الطعام يمكنه أن يؤثر بشكل كبير على قدرة الشخص على المشاركة في الرعاية الذاتية. المنفذية والقدرة على الشراء والثقافة الصحية هي كلها محددات اجتماعية للصحة والتي تبرزها المعيشة في صحراوات الطعام. يوجد أثران للعيش في صحراوات الطعام: الإفراط في التغذية وسوء التغذية. يمكن أن يعاني المجتمع من الإفراط التغذية نظرًا لافتقار المتاجر المركزية المحتوية للطعام الكامل في حدود القدرة الشرائية ووجود نسبة أعلى من متاجر المستلزمات ومطاعم الوجبات السريعة التي توفر طعام معلب مسبقًا  عالي في نسب السكر والدهون والملح. يظل عدم توفر الطعام مشكلة للعائلات ذوي الدخل المنخفض، لكن القيمة الرديئة للنظام الغذائي تظل هي أكبر تحدي للعيش بصحراوات الطعام. تساهم المعيشة بصحراء الطعام في انتشار أكبر للأمراض المزمنة المرتبطة بزيادة الوزن. يواجه الأفراد المقيمين بصحراوات الطعام عقبات أمام الرعاية الذاتية وأهمها المنفذية إلى الموارد المحتاجة لتغيير عاداتهم الغذائية.

### النقل والجغرافيا
يميل الناس إلى اختيار الأطعمة المبنية على المتاح في جوارهم. في صحراوات الطعام، يوجد عادةً كثافة عالية لمطاعم الوجبات السريعة ومتاجر الزوايا التي توفر الطعام المعد مسبقًا.
يمثل عدم توفر الطعام مشكلة كبيرة في المناطق الريفية. يمكن أن يتضمن ذلك افتقار تام للطعام، والذي يساهم في سوء التغذية، أو افتقار الطعام المغذي والذي يساهم في الإسراف في التغذية.
وفقًا لوزارة الولايات المتحدة للزراعة (USDA)، يعني تأمين الغذاء بالجماعة بالعوامل الكامنة الاجتماعية والاقتصادية والمؤسسية بمجتمع ما والتي «تؤثر على كمية وقيمة الطعام المتاح والقدرة على تحمل تكاليفه أو سعره بالنسبة للاكتفاء من المصادر الاقتصادية المتاحة للحصول عليه.» تميل المناطق الريفية لامتلاك درجة اعلى من عدم القدرة على تأمين الطعام من المناطق الحضرية. هذا العجز في التأمين يحدث لأن خيارات الطعام في المناطق الريفية تكون محدودة في الأغلب لأن التنقل ضرورة للوصول إلى المتاجر المركزية الكبيرة أو أي مورد طعام يقدم تشكيلة واسعة التنوع وصحية على عكس متاجر الأدوات التي لا تقدم نفس المنتجات بتنوعها.
يجب علينا النظر في امتلاك العربات بالنسبة للمسافة وعدد المتاجر في المنطقة. تؤثر المسافة من المتاجر على قيمة الطعام المأكول. في الأغلب يوجد احتياج لعربة أو وسائل نقل عام للوصول إلى متاجر البقالة. عندما لا تتاح العربة ولا النقل العام، تصبح الأنظمة الغذائية غير صحية إلا في حالات نادرة. هذا لأن الوجبات السريعة ومتاجر المستلزمات أسهل في الوصول ولا تتكلف وقت أو نقود كثيرة. بالإضافة إلى ذلك، يمتلك الأفراد الذين يمشون لمتاجر الطعام أنظمة غذائية أفقر يرجح أنها بسبب ضرورة حملهم لأكياس التسوق لمنازلهم.

### الالتزام
الالتزام على المدى الطويل بنظام غذائي صحي ومتوازن هو شئ مهم لتعزيز رفاهية الأفراد والمجتمع. العديد من وسائل مساعدة الناس على الأكل الصحي المتزن غير فعالة بسبب «مشاكل التزام» مع التغيرات السلوكية. لا يوجد تعريف معمم للالتزام بالنظام الغذائي، لكننا نعرف أن الالتزام الغذائي يتأثر بعادات تطورت بمرور الوقت.
«الالتزام» بنظام غذائي أو حياتي محدد هو شئ صعب للغاية (مثلًا نظام غذائي قليل الأملاح أو قليل الدهون أو قليل النشويات أو قليل السكر) في حالة العيش في صحراء طعام بدون منفذية كافية للمكونات المحتاجة. عندما تصبح المكونات المحتوية على نسب أملاح أو دهون أو سكريات عالية الأطعمة الوحيدة المتاحة للساكنين بصحراوات الطعام، يحتاج الالتزام بالنظام الغذائي إلى أ) تغير في نظام الحياة أو عادات الأكل ب) المنفذية إلى أطعمة طازجة وصحية تقع في متناول اليد.

### اتخاذ القرارات
اتخاذ القرارات هو مكون هام من الرعاية بالنفس يتأثر بصحراوات الطعام. يوظف الناس عمليات اتخاذ قرارات معقولة أو عقلانية وطبيعية على أساس روتيني. يتم اتخاذ القرارات الطبيعية في الحالات التي تمتلك وقت محدود ومخاطرة كبيرة ومعلومات محتاجة ناقصة والحالة نفسها مبهمة ومتخذ القرار غير متأكد. تتخذ القرارات العقلانية أو المعقولة بشكل أكبر عندما يمتلك الناس الوقت لمقارنة الاختيارات والتفكر في النتائج.
تتأثر طريقة اتخاذ الأفراد للقرارات بشأن الأكل الصحي بالعديد من العوامل. تبلغ المجتمعات التي تمتلك معدل فقر أعلى من الدولة عادةً بمنفذية منخفضة للطعام الميسور وبالتالي محدودية لقدرتهم على الحفاظ على نظام غذائي صحي. يشغل العديد من الناس أكثر من وظيفة بمناوبات مسائية أو متغيرة في هذه العائلات التي تعيش في الفقر، مما يجعل إيجاد الوقت للتسوق للطعام أصعب. يؤثر ضيق الوقت على اتخاذ القرارات مما يجعل الناس يختارون في أغلب الوقت أن يذهبوا إلى متجر الأدوات الأقرب بدلًا من التنقل لمسافة أبعد من أجل الطعام الطازج. يمكن أن تفتقر العائلات التي تعيش في صحراوات طعام حضرية إلى إتاحة العربات مما يزيد من الوقت المحتاج للتسوق للبقالة. بالإضافة إلى ذلك، تفتح متاجر الأدوات ومتاجر الزوايا لأوقات أطول من متاجر البقالة العادية مما يجعلهم أكثر إتاحة.
عامل آخر يؤثر على المقيمين بصحراوات الطعام هو الأمن. تشكل النسب العالية للجرائم حاجز لهؤلاء الذين يعيشون بصحراوات الطعام. إذا شعر الناس بعدم الأمن عندما يتنقلون لمدة أطول لبلوغ متجر بقالة، فهم سيقررون بنسبة أعلى شراء الخيارات الأقل صحة الواقعة في الأماكن الأقرب. بهذه الطريقة، يفضل الناس صحتهم على المأكولات الطازجة والصحية.
القرب من مطاعم الوجبات السريعة أيضًا يؤثر على القرارات المتخذة عند اختيار الوجبات. يرتبط القرب من مطاعم الوجبات السريعة بامتلاك مؤشر كتلة جسم أعلى، بينما يرتبط القرب من متاجر البقالة بمؤشر كتلة جسم أقل. وجدت دراسة أن الناس الذين يعيشون في الأماكن الأفقر بالبلد يمتلكون أكثر من ضعف التعرض لمطاعم الوجبات السريعة بالمقارنة بالناس الذين يعيشون بالمناطق الغنية. استخدمت دراسة أخرى 15 عام من البيانات من دراسة تحسين أخطار الشرايين التاجية للشباب (CARDIA) لفحص استهلاك الطعام السريع لأكثر من 5000 شاب أمريكي بمناطق جغرافية متعددة في الولايات المتحدة. استخدم القرب من الطعام السريع أو المتاجر المركزية/متاجر البقالة في التنبؤ بنوع الطعام المستهلك. وجد في المشاركين ذوي الدخل المنخفض أن نوع الطعام المستهلك يتناسب طرديًا مع قرب مطاعم الوجبات السريعة. تشير هذه النتائج إلى أن الأشخاص ذوي الدخل المنخفض والذين يعيشون في صحراء طعام يتخذون قرارات لاستهلاك الوجبات السريعة بناءً على القرب من مطاعم الوجبات السريعة ضد المسافات لمتاجر البقالة.

### التنور الصحي
بينما تمثل المنفذية حاجز كبير أمام ممارسة الرعاية بالنفس في صحراوات الطعام، يظل التنور الصحي حاجز مشترك لخيارات السلوكيات الغذائية. بإمكان التنور الصحي وصحراوات الطعام التأثير على كل شرائح السكان، لكنه معروف أنهما يؤثران بشكل غير عادل على الأفراد المحرومين ذوي الدخل المنخفض. التنور الصحي هو المقدرة على قراءة وفهم والحصول على المعلومات الصحية من أجل اتخاذ قرارات صحية مناسبة واتباع التعليمات للعلاج. يؤثر التنور الصحي على القدرة على ممارسة الرعاية بالنفس عن طرق التأثير على اتخاذ القرارات والعلاقات بمعنيين الرعاية بالنفس. بالإضافة إلى ذلك، بإمكان التنور الصحي والإكتفاء الذاتي التنبؤ باحتمالية قراءة ملصقات بيانات الغذاء والتي تتنبأ بالخيارات الغذائية. وجدت دراسة لشباب في منطقة عاصمية أن هؤلاء الذين على مستوى أقل من التنور الصحي استخدموا ملصقات الغذاء بنسبة أقل بكثير من هؤلاء الذين على مستوى أعلى من التنور الصحي مما يشير إلى أن مستوى التنور الصحي الأقل يمكنه أن يؤثر بالسلب على القيمة الغذائية. في المجمل، تشير هذه البيانات إلى أن التنور الغذائي هو عامل مفتاحي في شرح الفروق في العادات الغذائية لأن الأكل الصحي يرتبط بمهارات تنور غذائي أعلى.
بأخذ التنور الصحي وسلوك الاعتناء بالنفس الغذائي في الاعتبار، وجدت دراسة لأشخاص بنوبات قلبية أن هؤلاء الذين يملكون معرفة غذائية أقل امتلكوا سلوكيات سيئة للعناية بالنفس. تكشف هذه الدراسة كيفية تأثير التنور الصحي على مقدرة الشخص لإدارة الظروف الصحية واتخاذ القرارات الصحية. الوصول إلى الطعام الطازج في متناول اليد أمر هام لتحسين الصحة والتقليل من التفاوت الاجتماعي لهؤلاء الذين يعيشون في صحراوات الطعام. زيادة التعليم الصحي والمصادر الصحية لتحسين التنور الصحي أمر هام من أجل مانغماس الأفراد في الممارسات الصحية والالتزام بتوصيات النظام الغذائي وممارسة الرعاية بالنفس.

## التأثير
أظهرت دراسة مؤخرة أن 9% من الاختلافات بين الغذاء لأصحاب الدخل العالي وأصحاب الدخل المنخفض هو بسبب توفر الطعام، في حين أنها بنسبة 91% بسبب الخيارات الشخصية. وجدت دراسة أخرى أن متاجر البقالة تكون في الواقع موزعة على مقربة أكثر في الجواري الفقيرة وأنه لم توجد أي علاقة بين استهلاك الأطفال للطعام والوزن ونوع الطعام المتاح على مقربة من منازلهم. اقترحت دراسة أخرى أن إضافة متجر بقالة على مقربة من بيت الفرد كان مقرون بنقص متوسط 0.115 لمؤشر كتلة الجسم، هو صغير جدًا بالمقارنة بمؤشر كتلة الجسم الزائد لشخص بدين.

## المبادرات والمصادر
عزز اعتبار صحراوات الطعام كشأن للصحة العامة عدد من المبادرات لمخاطبة ندرة الموارد المتاحة لهؤلاء الذين يعيشون في المناطق الحضرية والريفية. على النطاق الأكبر، توجد مبادرات سياسة عامة وطنية.

### المبادرات الفدرالية ومبادرات سياسة الدولة
في عام 2010، أعلنت وزارة الصحة والخدمات البشرية بالولايات المتحدة الأمريكية، ووزارة الزراعة الأمريكية، ووزارة الخزانة الأمريكية عن شراكتهما في تطوير مبادرة تمويل الغذاء الصحي (HFFI). بهدف توسيع الوصول إلى خيارات الغذاء الصحي في كل من المجتمعات الحضرية والريفية في جميع أنحاء البلاد، ساعدت HFFI في توسيع وتطوير متاجر البقالة، ومتاجر الزوايا، وأسواق المزارعين، من خلال توفير المساعدة المالية والتقنية للمجتمعات. إن توفير هذه الموارد يوفر خيارات غذائية مغذية لأولئك الذين يعيشون في صحاري الطعام. منحت HFFI 195 مليون دولار لمنظمات تنمية المجتمع في 35 ولاية. بين عامي 2011 و 2015، أنشأت HFFI أو دعمت 958 مشروعًا يستهدف الغذاء الصحي. كما دعمت HFFI تطوير برامج على مستوى الولاية في جميع أنحاء البلاد، في كاليفورنيا وكولورادو وإلينوي ولويزيانا وميتشيغان ونيو جيرسي ونيويورك وأوهايو وبنسلفانيا. في ولاية بنسلفانيا، يقدم برنامج الولاية الذي يطلق عليه مبادرة تمويل الأغذية الطازجة (FFFI) المنح والقروض إلى تجار التجزئة للأغذية الصحية من أجل إنشاء أو تجديد الأسواق، بما في ذلك المتاجر المركزية الكبيرة والمتاجر الصغيرة وأسواق المزارعين، في المناطق الحضرية والريفية ذات الدخل المنخفض في جميع أنحاء ولاية بنسلفانيا. ولأن العمل في المناطق التي تعاني من نقص الخدمات مجهد أكثر من الناحية المالية على تجار التجزئة، فإن البرنامج يوفر حوافز مالية مدعومة لتجار التجزئة لفتح متاجرهم في المناطق التي تكون فيها الحاجة عالية. أثر نجاح برنامج بنسلفانيا على العديد من الولايات الأخرى لإطلاق برامج مماثلة.

### أسواق المزارعين والحدائق المجتمعية
قد أخذت الجهود المحلية والمجتمعية خطوات شاسعة في مكافحة الافتقار إلى إمكانية الوصول إلى الأطعمة المغذية في الصحارى. توفر أسواق المزارعين للسكان المحليين الفواكه والخضروات الطازجة. عادةً ما تكون أسواق المزارعين في المناطق العامة والمركزية في المجتمع مثل المتنزه، أكثر فعالية حيث يكون الوصول إليها سهلاً. تميل أسواق المزارعين إلى أن تكون أكثر نجاحًا في المناطق الحضرية من المناطق الريفية بسبب المسافات الجغرافية الكبيرة في المناطق الريفية مما يجعل الوصول إلى الأسواق صعبًا. كما يساعد ضم برنامج المساعدات الغذائية التكميلية (SNAP) لأسواق المزارعين في جعل الأطعمة المغذية في متناول اليد بشكل أكبر. في كل عام، ينفق المشاركون في برنامج SNAP حوالي 70 مليار دولار كفوائد. اعتبارا من عام 2015، تم استرداد أكثر من 19.4 مليار دولار في أسواق المزارعين. يضاعف برنامج Double Up Food Bucks ما يساوي كل دولار تحويل فوائد إلكتروني (EBT) ينفق في كل مكان بيع للمنتجات الزراعية. هذا يحفز السكان المحليين للتسوق لشراء الأطعمة الطازجة على الأطعمة المعالجة. يمكن أن تلعب حدائق المجتمعات المحلية دوراً مماثلاً في الصحاري الغذائية، مما يولد منتجات طازجة من خلال مشاركة السكان المحليين في صيانة الإنتاج الغذائي. تضم منظمة «فود تراست»، وهي منظمة غير ربحية مقرها في ولاية بنسلفانيا، 22 سوقًا للمزارعين تعمل في جميع أنحاء فيلادلفيا. في محاولة لزيادة إمكانية الوصول إلى الغذاء الصحي والمنتجات الطازجة، تقبل أسواق Food Trust للمزارعين فوائد SNAP. أبلغ العملاء عن تحسين الأنظمة الغذائية مع زيادة تناول الخضروات وكذلك العادات الصحية لتناول الوجبات الخفيفة. تخاطب الحدائق المجتمعية أيضا ندرة الغذاء الطازج. تدير المجموعة غير الربحية DC Urban Greens حديقة مجتمعية في جنوب شرق واشنطن العاصمة، وهي منطقة وصفتها وزارة الزراعة الأمريكية بأنها صحراء طعام. توفر الحديقة منتجات طازجة لأولئك الموجودين في المدينة والذين ليس لديهم متاجر بقالة يمكن الوصول إليها بسهولة في مكان قريب. كما أن المنظمة تقيم أسواق للمزارعين في المدينة. في صحراء الطعام في شمال لاس فيغاس، وهو حي يضم أحد أعلى مستويات انعدام الأمن الغذائي، هناك حديقة مجتمعية أخرى تتصدى لندرة الغذاء. هذه الحدائق المجتمعية يمكن أن تساعد في التعليم والوصول إلى الأطعمة الجديدة. تستخدم منظمات مثل شبكة  Detroit Black Community للأمن الغذائي حدائق بناء المجتمع من أجل تعزيز المجتمعات في محور الغذاء الصحي.

### توصيل الوجبات وشواحن الغذاء والتوصيل المتقاسم
شاحنات الغذاء من الحلول الرائدة لانعدام الأمن الغذائي في صحاري الطعام. في المراكز الحضرية الرئيسية مثل بوسطن، تنتقل أسواق الأغذية المتنقلة بمنتجاتها الطازجة إلى المناطق ذات الدخل المنخفض. تسافر الشاحنات إلى المجتمعات الحية المدعومة والمدارس وأماكن العمل والمراكز الصحية. إن زيادة توافر تجار التجزئة للأغذية عبر الإنترنت وخدمات التوصيل، مثل AmazonFresh و FreshDirect، يمكن أن تساعد أيضًا في صحراوات الطعام عن طريق توصيل الطعام مباشرة إلى المساكن. إن قدرة كبار السن، والأشخاص ذوي الإعاقة، وأولئك الذين يعيشون جغرافيًا بعيدًا عن الأسواق المركزية على استخدام مزايا SNAP لطلب البقالة عبر الإنترنت، هي مورد رئيسي. بالنسبة لأولئك الذين يفتقرون إلى خيارات النقل، قد تكون خدمات التوصيل المتقاسم مثل Uber و Lyft موارد حيوية لزيادة إمكانية الوصول إلى الأطعمة المغذية في صحاري الطعام.

### صيدلية  Geisinger Health Services للأغذية الطازجة
في وسط ولاية بنسلفانيا، هناك حل مبتكر لانعدام الأمن الغذائي للأشخاص المصابين بمرض السكري وهو صيدلية الأغذية الطازجة، التي تعتبر إمكانية الوصول إلى الأطعمة المغذية على نفس مستوى أهمية الوصول إلى الأدوية التي تستلزم وصفة طبية. يتم توفير البقالة المجانية، والتي تتوافق مع المبادئ التوجيهية لجمعية السكري الأمريكية، لأولئك المشاركين في هذا البرنامج. هذا البرنامج الفريد لمعالجة انعدام الأمن الغذائي لأولئك الذين يعانون من أمراض مزمنة هو مورد رئيسي لتعزيز الرعاية الذاتية في صحاري الطعام.

### تعليم الشباب
إن الصحارى الغذائية هي نتيجة لعدم الحصول على الغذاء وعدم وجود ما يكفي من المال لتوفير الغذاء، مما يتسبب في عدم حصول الكثير من الناس ولا سيما الأطفال على ما يكفي من المواد الغذائية التي تتطلبها أجسادهم. نظرًا لوجود قلق مسيطر حول المكان الذي ستأتي منه الوجبة التالية، لا يهتم الناس دائمًا بما يضعونه في أجسادهم طالما أنها ستبقيهم على قيد الحياة. تم تنفيذ برنامج Grow Hartford  في مدرسة بكونيتيكت ليقوم الطلاب بمعالجة مشكلة في مجتمعهم، وقد اختاروا التركيز على العدالة الغذائية. عمل الشباب المعنيين في المزارع في المنطقة للتعرف على عمليات إنتاج الغذاء وأهمية وتنوع الخضروات. قاد البرنامج الأطفال لبدء حديقة مجتمعية في مدرستهم. سمح هذا البرنامج للطلاب بالمشاركة في التعلم العملي لتثقيفهم حول الزراعة وندرة الغذاء والتغذية مع المساعدة في سد الفجوة في الوصول إلى الغذاء لبعض أقرانهم الذين يمكنهم الآن جلب الطعام المنزلي من المزارع المحيطة أو حديقة المدرسة.